# 甲子園歴史館
甲子園歴史館（こうしえんれきしかん）は、2010年3月14日から阪神甲子園球場の外野スタンド内で営業している博物館。同球場および、同球場を本拠地とするプロ野球チーム「阪神タイガース」・高校野球（全国高等学校野球選手権大会・選抜高等学校野球大会）・大学アメリカンフットボール大会「毎日甲子園ボウル」の歴史や関連物品等が展示されている。
日本高等学校野球連盟・朝日新聞社・毎日新聞社・阪神タイガースの特別協力により、阪神電気鉄道が運営する有料施設である。
なお、2022年3月3日からは、展示スペースの一部を「甲子園プラス」（甲子園球場南隣の複合施設）内にも拡張している。本項では当該施設についても記述する。

## 概要・沿革
阪神タイガースは、球団創設50周年を迎えた1985年から、「阪神タイガース史料館」という施設を阪神甲子園球場ライトスタンドの直下で営業。タイガース関連の史料から一部を常時展示するとともに、入場無料で公開していた。しかし、2007 - 2009年度に球場の全面改修工事を実施したことに伴って、タイガース関連の史料の展示を2008年の7月に終了。翌8月の第90回全国高等学校野球選手権記念大会期間中に大会関連の企画展示を実施したうえで、大会の終了後に閉館した。
その一方で、甲子園球場の全面改修工事が2010年の初頭に完了したことを受けて、阪神タイガースでは「史料館」をベースに「甲子園歴史館」を開業。展示スペースの総面積は約1,200m2で、ライトスタンド・レフトスタンドの下（2階部分）やスコアボード後方のスペースを活用したこともあって、「史料館」より格段に広くなった。このため、タイガースに加えて、春と夏に開催される高校野球（選抜高等学校野球大会・全国高等学校野球選手権大会）や、毎年12月の第3日曜日に開催される（毎日甲子園ボウル（全日本大学アメリカンフットボール選手権大会）の史料も、関係機関・個人の提供・協力の下に展示するようになった。
関係者の話によれば、同史料館では高校野球・甲子園ボウルの史料を全く持ち合わせていなかったため、史料の収集・寄贈依頼・所有者からの展示許可などで日々頭を悩ませたという。しかし実際には、甲子園での高校野球大会へ出場後にプロ野球へ進んだ現役選手・OBや、過去の大会出場校から現物史料が多数寄贈された。また、甲子園球場で開催のプロ野球・高校野球で特別な記録が達成された場合には、達成の際に使われたボールやバットが主催者から寄贈されるようになったという。
「甲子園歴史館」としての開館後は、NHK・朝日放送（ABCテレビ）・毎日放送（MBSテレビ）が所蔵するスポーツ中継・ハイライト映像の一部を、テーマごとに館内のモニターで放送。タイガースの選手に焦点を当てたドキュメンタリー番組（ABCテレビ『虎バン』、MBSテレビ『猛虎ファイル』）の放送済み映像の一部も、専用のパソコンを通じて無料で鑑賞できる。また、スタジアムツアー・企画展・トークショーなど、歴史館主催（または在阪放送局・新聞社との共催）イベントを随時実施している。
来館者数については、開館初年度の2010年7月29日に累計で10万人に到達。同年度だけで、およそ15万人が来館した。2018年には、7月26日に累計で100万人に到達したほか、年間で18万人が来館した（2021年時点までの年間最多記録）。
なお、開館の当初は約2,000点だった収蔵品は、2020年1月の時点で4,000点を超えるようになった。しかし、球場全体の構造上の制約などから展示スペースが収蔵品の増加に追い付かず、実際の展示品は収蔵品の半数程度にとどまっていた。
その一方で、兵庫県西宮市は、甲子園球場の南側に土地（市有地）を保有している。この土地はかつて市営住宅の敷地に使われていたが、住宅の解体後は更地にされていた。タイガースの親会社である阪神電気鉄道は、この土地に対して30年間にわたる事業用定期借地権を設定する旨の契約を、2019年10月に西宮市との間で締結。「365日にぎわいのあるボールパークエリアの形成」「スポーツをテーマにしたまちづくり」を目指す計画の一環として、この土地に「甲子園プラス」という複合施設を建設したうえで、歴史館の機能の一部を甲子園球場内に「球場エリア」という名称で残しつつ、展示スペースを「甲子園プラス」の2階にも「PLUSエリア」という名称で拡張させることを決めた。
ちなみに、拡張（「PLUSエリア」の増設）後の展示スペースの延べ面積はおよそ1,500平方メートルで、「球場エリア」内でのみ営業していた拡張前の1.25倍にまで拡大している。もっとも、拡張に大がかりな作業（展示品の移動・展示スペースのリニューアルなど）を伴ったことから、歴史館は2021年9月6日から一時的に休館。「甲子園プラス」のグランドオープンに合わせて、2022年3月3日から営業を再開している（詳細後述）。

## 施設データ

### 所在地
- 「球場エリア」：兵庫県西宮市甲子園町1-82（阪神甲子園球場内）

開館の当初から展示スペースに使用。「甲子園プラス」の開業後も歴史館としての機能の一部が2階に残ることから、スペースの拡張を機に「球場エリア」という名称が付けられている。
歴史館の機能拡張に伴う一時休館までは、野球塔付近（レフトスタンドの入口16号門と18号門の間でかつて設けられていた「17号門」の近辺）の1階に入口を設置。入館者が館内を一方通行で見学することを想定していたため、出口は球場内に1ヶ所しかなく、場外へ出るには特段の事情がない限り（当時は出口に隣接していた）スタジアムショップの中を通る必要があった。
阪神甲子園球場レフトスタンドの場外スペースを跨ぐ格好で、上記の旧入口からスコアボード寄りの場所に「甲子園プラス」との屋根付き連絡陸橋（連絡デッキ）が設けられたことに伴って、出入口を連絡デッキと接する場所（2階）へ移設。「甲子園プラス」を介さずに「球場エリア」へ向かう入館者などのために、地上と新しい出入口を往復するエレベーターも新設された。
甲子園球場のバックスクリーン下に通じる屋外階段がエリア内に設けられていて、バックスクリーンビューの時間帯のみ入館者も利用できる。
館内と球場内のスタンドを直結する通路は、関係者、歴史館が主催するスタジアムツアーへの参加者、歴史館が拡張を機に提供する「AR KOSHIEN Experience」（拡張現実技術を活用した擬似的な見学体験サービス）専用タブレットの貸与者にしか開放されていない。それ以外の一般客は、「球場エリア」側の出入口と球場内の入退場門を通過しない限り、歴史館とスタンドを往来できないようになっている。
- 「PLUSエリア」：兵庫県西宮市甲子園町8-15（甲子園プラス内）

歴史館関連のスペースを2階に確保。「甲子園プラス」の開業に伴う歴史館の営業再開に際して、上記の「球場エリア」と区別する目的で、「PLUSエリア」という名称が付けられた。
「甲子園プラス」の開業に合わせて、「球場エリア」で上記の旧入口付近にあった受付を移転させたほか、「球場エリア」から阪神タイガース関連を中心に一部の展示物・展示スペースを移転。また、「球場エリア」側とは別の出入口が設けられていて、双方の出入口を連絡デッキがつないでいる。

### 開館時間
- 展示スペース（「球場エリア」「PLUSエリア」共通）
  - 3月1日 - 10月31日　10:00 - 18:00（入館は17:30まで）
  - 11月1日 - 2月末日　10:00 - 17:00（入館は16:30まで）
- バックスクリーンビュー（「球場エリア」内） - 雨天などの悪天候時は閉鎖。プロ野球・高校野球の開催日は時間制限あり。
  - プロ野球開催日 - 試合開始30分前まで。試合中は閉鎖。
  - 高校野球開催日 - 試合終了後、球場の閉門が確認され次第、17:30まで実施。
- 休館日 - 年末年始、祝日とプロ野球・高校野球の大会期間中を除く月曜日、年初に1週間程度設定されるメンテナンス期間。

### 料金
いずれも「PLUSエリア」併設後（営業を再開する2022年3月3日以降）の料金で、「団体」とは事前に予約を済ませた20名以上の団体を指す。
なお、阪神タイガースをはじめ、NPB12球団の公式ファンクラブ有料会員を対象に割引サービスを実施。受付で当該ファンクラブの会員証を提示すれば、大人・子供とも、下記の一般料金を100円ずつ割り引く。開館当初は阪神タイガースファンクラブの有料会員だけに割引サービスを適用していたが、2013年2月20日からは、適用の対象を他の11球団のファンクラブ有料会員にも拡大している。
また、甲子園歴史館倶楽部（後述）会員証、障害者手帳、療育手帳、歴史館主催イベントへの参加申込者宛てに郵送されたハガキのいずれかを持参した入館者にも、同様の割引サービスが適用される。

#### 入館料
- 「おとな」（高校生を除く）：一般料金900円、団体料金700円（いずれも1名当たり）
- 「高校生」：一般料金700円、団体料金500円（いずれも1名当たり）
  - 開館から拡張に伴う2021年度の一時休館までは、「おとな」に高校生を含めていて、一般料金を600円、団体料金を500円（いずれも1名当たり）に設定していた。
- 「こども」（4歳以上中学生まで）：一般料金500円、団体料金400円（いずれも1名当たり）
  - 開館から2021年度の一時休館までは、一般料金を300円、団体料金を200円（いずれも1名当たり）に設定していた。

入場券にはQRコードが組み込まれていて、受付横の入場ゲートに設けられている自動改札機風の読み取り機にコードの印刷面をかざしたうえで、コードの読み取りに成功すれば、ゲートが自動で開くようになっている。このため、招待券や阪神電気鉄道の株主優待券で入館する場合には、受付で「当日入場券」と交換する必要がある。
「当日入場券」には、入館日に催されている特別展示、阪神タイガース、高校野球に関する記録写真もランダムに印刷されている。開館当初は受付と自動券売機で販売していたが、現在は受付のスタッフからしか購入できない。「PLUSエリア」の開業後は受付が同エリアに併設されているが、「PLUSエリア」「球場エリア」双方への入場を希望する場合には、「当日入場券」を購入していれば「球場エリア」にも追加料金を課されずに入場することが可能。また、歴史館では「PLUSエリア」からの見学を推奨する一方で、「球場エリア」のみの入場も認めている。
電子チケットのポータルサイトである「Webket」では、個人情報の登録、クレジットカードでの決済、入館10分前までの手続きの完了を条件に、「前売入場券」（QRコードを組み込んだ電子チケット）を販売している（参考）。「前売入場券」は購入日から30日間有効で、入館時に受付へ提示すれば、入場ゲートへ優先的に直行できる。ただし、料金は上記の入館料と同じで、1回の手続きにつき最大で10枚までしか購入できない。

#### スタジアムツアー参加料
歴史館が集合・出発地点に当たるため、歴史館への入館料を含めた料金として設定。参加日・時間帯を事前に予約した場合にも、集合の際に歴史館の窓口で支払う。ツアーの詳細は以下を参照のこと。ただし、「前売入場券」で入館する場合には、ツアーへ一切参加できない。
- 「おとな」（高校生を除く）：一般料金2,000円、団体料金1,600円（いずれも1名当たり）
- 「高校生」：一般料金1,800円、団体料金1,400円（同上）
  - 開館から2021年度の一時休館までは、「おとな」に高校生を含めていたほか、団体料金を1,200円に設定。一般料金については、見学のコースによって1,500円（通年開催のスタジアム見学コース、およびウエスタン・リーグ公式戦開催日の練習見学付きスタジアム見学コース）と1,000円（公式戦開催日の練習見学コース）に分けていた。
- 「こども」（4歳以上中学生まで）：一般料金1,400円、団体料金1,100円（いずれも1名当たり）
  - 開館から2021年度の一時休館までは、団体料金を800円に設定。一般料金については、見学のコースによって1,000円（通年開催のスタジアム見学コース、およびウエスタン・リーグ公式戦開催日の練習見学付きスタジアム見学コース）と700円（公式戦開催日の練習見学コース）に分けていた。

#### 「AR KOSHIEN Experience」利用料
2022年の5月27日（金曜日）からは、阪神タイガースOBの野球解説者や歴史館のスタッフが案内する上記の「スタジアムツアー」に加えて、ガイドが付かない「AR KOSHIEN Experience」というサービスを以下の料金で始めている。料金の区分は一般料金のみで、「スタジアムツアー」と同じく歴史館への入館料が含まれている。
- 「おとな」（高校生を除く）：1,500円
- 「高校生」：1,300円
- 「こども」（4歳以上中学生まで）：1,000円

「AR KOSHIEN Experience」では、AR（拡張現実）技術を活用したコンテンツを表示できるタブレットを歴史館から甲子園球場内・1時間限定で貸与することや、貸与された入館者本人がそのタブレットを操作することを条件に、球場のグラウンドや「スタジアムツアー」の雰囲気を反映させた以下のコンテンツを場内の随所で擬似的に体験できるようになっている。
- 「動く!ARフォトフレーム」
  - 阪神タイガースの監督・選手が登場する動画との合成によって、記念写真を撮影できる。
- 「甲子園ヒストリー」
  - 歴史館から貸与されたタブレットをスコアボードやスタンドにかざすことで、甲子園球場の歴史を解説した動画を再生できる。
- 「パノラマ甲子園」
  - 過去に甲子園球場で催された阪神戦や高校野球（サービス開始の時点では2018年8月21日開催の第100回全国高等学校野球選手権記念大会決勝）をグラウンドレベルから球場の上空に至るまで360度にわたって撮影した動画を、好きなアングルで再生できる。
- 「巨大トラッキー」
  - トラッキー（阪神タイガースのメインマスコットキャラクター）をCGで実物（着ぐるみ）より巨大に表現した「巨大トラッキー」が甲子園球場に姿を現したAR動画を再生できる。

「AR KOSHIEN Experience」の提供日は不定期で、提供時間は10:00 - 16:30。2022年7月以降は、歴史館の公式サイトで提供日を告知している。

### 甲子園歴史館倶楽部
「野球文化の振興や、野球ファンの裾野の拡大に貢献する」という趣旨で、甲子園歴史館の開館と同時に設立された会員組織。施設の充実や運営資金の支援などを目的に、以下の区分で会員を募集している。
- 一般会員（対象は高校生以上で年会費1,500円）
- プレミアム会員（対象は不問で年会費12,000円）
  - いずれも、会員期間は基本として、毎年3月3日から翌年3月2日までの1年間。甲子園歴史館公式サイト経由での入会が推奨されているが、歴史館「PLUSエリア」の受付でも入会の問い合わせや手続きに対応している。なお、上記期間の途中で入会した場合には、入会の時期を問わず初年度の会員期間が翌年の3月2日までに設定される。
  - いずれの会員にも、入会後に事務局から会員証を交付。入会後初回分の歴史館入館料が無料になるほか、「スタジアムツアー」への参加料金・「AR KOSHIEN Experience」の利用料金・2回目以降の歴史館入館料・併設の「スタジアムショップ」における歴史館グッズの割引などのサービスを受けられる。
  - プレミアム会員には、一般会員とは異なる特典（プレミアム会員限定イベントへの招待など）に加えて、入会から3年・5年・7年・10年の単位で「会員継続特典」も付与される。

ちなみに、開館から2021年度の一時休館までは、以下の会員区分を設定していた。
- 甲子園歴史館倶楽部会員（年会費1000円、入会月から1年間有効、歴史館窓口でのみ募集・受付）
- 甲子園歴史館倶楽部WEBサポーター（年会費1000円をクレジットカードで決済、入会月から1年間有効、公式サイト内で随時募集）
- 甲子園歴史館倶楽部プレミアム（年会費1万円をクレジットカードで決済、入会日から翌年の3月31日まで有効、入会の受付期間は毎年4月1日～9月30日）

## 甲子園プラス
甲子園プラス（こうしえんプラス）は、阪神甲子園球場に隣接する複合施設。2022年3月開業。商業施設としての機能の他、歴史館の一部機能を移転し歴史館の展示スペースの拡張にも活用される。コンセプトは「野球・スポーツ振興の場」「地域の憩い・子育て・学びの交流拠点」。

### 概要
かねてから懸念されていた展示スペースの不足に対する解決策に加え、「365日にぎわいのあるボールパークエリアの形成」「スポーツをテーマにしたまちづくり」を目指す計画の一環として、更地となっていた球場南側の市有地に新たに複合施設を建設することを計画。2020年までの着工・2021年からの開業を予定していたが、新型コロナウイルスの感染拡大の影響で計画自体を約1年延期、2022年春開業予定に変更した。2021年11月1日には、「ボールパークエリアに新たな価値や体験を『プラス』する甲子園球場別館」という意味で、複合施設の正式名称が「甲子園プラス」に決まったことが発表された。
開業に際しては、2階の大半を甲子園歴史館の「PLUSエリア」に充てることによって、歴史館の展示スペースを従来の1.25倍（約1,500m2）に拡張。また、前述したように、「球場エリア」と「PLUSエリア」を連絡デッキで直結させている。今後は、ららぽーと甲子園（甲子園筋をはさんで東側に位置する甲子園阪神パーク跡地の複合商業施設）との間にも連絡デッキを設けることが計画されている。

### フロア構成
2021年11月発表のプレスリリース（参考）によれば、野球用品専門店やファミリー層を中心に人気の飲食店が路面型で出店し、地域の賑わい創出を図る1階の「商業フロア」、一部移転・拡張した歴史館に、実際に身体を動かして野球を体験するゾーン、店内に野球関連の書棚を配置したカフェを併設し、歴史館と一体的な空間づくりを図る2階の「甲子園歴史館フロア」、スポーツ・学び・子育てを通じて、地域の交流拠点となることを目指す3階の「キッズフロア」によって構成される。
1階「商業フロア」
- 飲食ゾーン：「北極星」「OKKii」「津の田ミート」「中央軒」
- 物販ゾーン：「スタンドイン甲子園」
  - 福岡市博多区に本社を置くスタンドイン株式会社（甲子園歴史館における「ゴールドサポーター」の中の1社）が運営する野球用品の専門店で、関西地方には初めての出店。

2階「甲子園歴史館フロア」
- 歴史館展示エリア（「PLUSエリア」）
- 体験ゾーン：「BE-STADIUM KOSHIEN supported by STAND IN」
  - 日本で初めて、阪神甲子園球場の風景をCG映像と大型のスクリーンで完全に再現できる有料のシミュレーション野球施設。小学生以上であれば、身長・体重にかかわらず、バッティング（主にトスバッティング）とピッチング（全3種類）から少なくとも1つを球数限定で擬似的に体験できるようになっている。
  - 商業フロアに「スタンドイン甲子園」を出店するスタンドイン株式会社が、「STAND IN」名義で運営に協賛。オープンの時点では、営業時間を基本として歴史館より長く（10:00 - 20:00に）設定している。また、甲子園球場での試合の開催や祝日と重ならない月曜日や、年末年始には休業。上記の体験料は歴史館関連の料金（詳細前述）と別に設定されている[11]が、2022年7月12日からは、歴史館への入館料を組み込んだ割安な「セット券」も発売されている[12]。
- カフェエリア：「リトルマーメイド」

3階「キッズフロア」
- キッズゾーン：「パルクールプレイハウス」「プログラボ」
  - 「パルクールプレイハウス」は、パルクールを体験できるキッズ（児童）専用のスポーツ施設で、関西地方への出店は初めて。「ブログラボ」は、キッズ向けのロボットプログラミング教室である。
- 「甲子園歴史館多目的ホール」
  - オープンの時点では、1時間当たりの使用料を、消費税別で2,500円に設定。会議室としての一時的な利用や、講演会の開催などを目的に貸し出すことを想定している。

## 展示内容
以下で特記していないコーナーでも、◎印を付けたコーナーは、歴史館の開館当初から開設。大半のコーナーには、甲子園プラス内への拡張（「PLUSエリア」の増設）を機に、場所の移転、改称、展示方式のリニューアルといった措置が施されている。

### 甲子園プラスへの拡張後（2022年3月3日以降）

#### 「球場エリア」（拡張前から歴史館を開設）
拡張に伴って屋外型エレベーターや「PLUSエリア」との連絡デッキが新設されたため、拡張前には1階に設けられていた入口（旧入口）を閉鎖したうえで、「球場エリア」側の入口を連絡デッキの前まで移転させている。

##### 高校野球ゾーン
- 甲子園への道

入口の移転に伴って新設。古い時代の甲子園球場や応援団の写真を壁面に配するほか、営業時間内には、高校野球開催中の球場のコンコースやスタンドの雰囲気を感じられるような音源を流す。
- はじまりの一球◎

拡張前まで「聖地への誘（いざな）い」と呼ばれていたエントランスゾーンを、移転したうえでリニューアル。第1回の選手権大会（旧制中学校時代の1915年に大阪府豊中市の豊中グラウンドで催された第1回全国中等学校優勝野球大会）の開幕試合（8月18日の1回戦第1試合・広島県立第一中学校対鳥取県立鳥取第一中学校戦）で実際に使われたボールを展示するとともに、高校野球の草創期に当たる中等学校野球関連の映像をモニターで紹介する。
- ボールウォール4253◎

拡張前まで「聖地への誘い」ゾーンに設けられていた「ボールウォール」（2005年時点での日本高等学校野球連盟加盟4,523校と同じ数の白球を並べた壁面展示）を、移転させたうえで単独ゾーン化。「ボールウォール」時代に続いて、選抜大会か選手権本大会で甲子園球場に1回でも登場した加盟校については、白球に校名を印字している。
- メモリアルコレクション◎

高校野球の歴史を、数々の展示品とともに草創期から時代順に紹介するゾーンで、拡張前の名称は「コレクションギャラリー」。拡張を機に、「甲子園の名将たち」（選抜大会・選手権本大会で率いた高校での通算勝利数で上位10名に相当する監督を紹介するコーナー）を新設している。
- 名勝負ギャラリー◎

選手権本大会・選抜大会の初代優勝旗など、高校野球シーンを彩った名勝負・名シーンを展示物などで紹介。春夏連覇・春連覇・夏連覇などの達成校も表示している。
- プレイバックシアター◎

NHK・朝日放送所蔵の史料映像を基に構成された歴史館オリジナルの映像を、65インチの大型モニターと5.1chサラウンドスピーカーを使用した特設シアターで上映。利用者は、鑑賞したい映像をタッチパネル式の小型モニターで自由に選択できる（映像の上映中は選択不可）。また、シアター内の座席は、リニューアル前に球場で使用されていた座席を転用している。なお、拡張前は「映像コーナー」と呼ばれていたが、拡張を機に「プレイバックシアター」へ改称。
- まんがと甲子園◎

甲子園に縁の深い野球漫画を大型パネルで紹介。漫画を原作にテレビドラマ・実写映画化された『ROOKIES』の主な出演者が、映画のPRイベントで甲子園球場を訪れた際に寄贈したサイン入りユニフォーム（二子玉川学園高校野球部）も展示されている。
拡張前まではバックスクリーンウォーク（バックスクリーン裏側の通路）両側の壁面で展示されていたが、拡張を機に「球場エリア」内のフロアへ移転。この移転に伴って展示スペースの面積が大幅に広がったため、空間を立体的に活用した展示へ変更するとともに、『ROOKIES』以外の作品に登場する高校にちなんだ展示品（レプリカユニフォームなど）を追加している。

##### 甲子園ボウルコーナー
歴代出場校のユニフォーム・ヘルメットや、歴代大会のパンフレット・写真を開場以来展示。これまでの試合のダイジェスト映像も、モニターで随時流している。
直近の甲子園ボウルへ出場した2つの大学については、モニターの前で正対する2体のマネキンにレプリカのユニフォームとヘルメットを付ける手法で展示している。拡張を機に場所を移転。

##### 甲子園ヒストリー
阪神甲子園球場における開場以来からの歴史を、年表や数々のエピソードと合わせて紹介するゾーンで、開館の当初から開設。拡張を機に場所を移転したほか、別のゾーンで飾られていた球場の歴史を物語る展示品を集約。

##### バックスクリーンウォーク
阪神甲子園球場バックスクリーンの裏側に設けられている横幅の細い通路で、営業時間内には入館客も通行できることから、両側の壁面を展示に活用。拡張前までは3つのゾーン（「バックスクリーンウォーク1」「バックスクリーンウォーク2」「バックスクリーンウォーク3」）で構成されていた。
「バックスクリーンウォーク1」の壁面では、開館の当初から以下の展示を実施している。
「タイガース背番号ヒストリー」
「懐かしの選手名板」 - 1983年までスコアボードで使用された手書きの選手名板から、タイガースの往年のスターティングメンバーが白色のペンキで記された名板と、甲子園球場でオールスターゲームを開催した際に使用した他のセ・リーグ球団所属選手の名板を展示。
「バックスクリーンウォーク2」の壁面では、開館の当初から以下の展示を実施している。
「高校野球ユニホームギャラリー」 - 選抜大会・選手権本大会へ出場した経験のある高校を対象に、実際に登場した選手・監督や関係者から寄贈されたユニフォームの一部に、寄贈者の氏名が記された案内板を添えて展示。寄贈者には、上記高校からの卒業後に日本のプロ野球（NPB）でも活躍した元選手が数多く含まれている。
「甲子園人物録」 - 甲子園に関係する野球殿堂入り選手・関係者のレリーフのレプリカを展示。
過去の高校野球選抜大会・選手権本大会やぐら - 大会のトーナメント表を、開催年に起きた主な事件・事故・話題などと合わせて紹介。直近年の大会で組まれたやぐらについては、プロ野球オフシーズンのメンテナンス期間中に追加される。
「ウォーク2」の先（拡張前までは「ウォーク3」との間のスペース）には、バックスクリーンの真下に通じる屋外階段が設けられていて、後述する「バックスクリーンビュー」の営業時間中には入館者にも開放されている。そのため、開館以来原則として飲食を禁じている館内では唯一、入館者が水分の補給を目的に立ち止まれるスペースを途中（「ウォーク1」と「ウォーク2」の間）に設けている。
「ウォーク3」は屋外階段より先の通路に設定されていたゾーンで、拡張前まで壁面を「まんがと甲子園」の展示に充てていた。拡張を機に「まんがと甲子園」の展示スペースを移転させたほか、「球場エリア」側の新しい入口を「ウォーク1」の手前に設けたことによって、「ウォーク3」は閉鎖されている。

##### バックスクリーンビュー
スコアボード真下（オープンエア形式のレストラン「ココナッツガーデン」の真上）のスペースを、開館当初から開館日や時間帯に応じて入館客に開放。入館客は入館料を支払うだけで、開放の時間帯に限って、前述した屋外階段からスコアボードの真下に出られる。この場所は、上下2段式のバックスクリーンの中間スペースに当たるため、後部（上部）バックスクリーンの前から球場全体を眺めたり写真を撮影したりできる。
開放される時間帯については、開館時間を参照。プロ野球の試合前の練習時間と重なる場合には、練習へ支障を来さないようにバックスクリーンと同色の可動式スクリーンが並べられるため、スクリーンに開けられた長方形の穴から球場全体を覗くことになる。

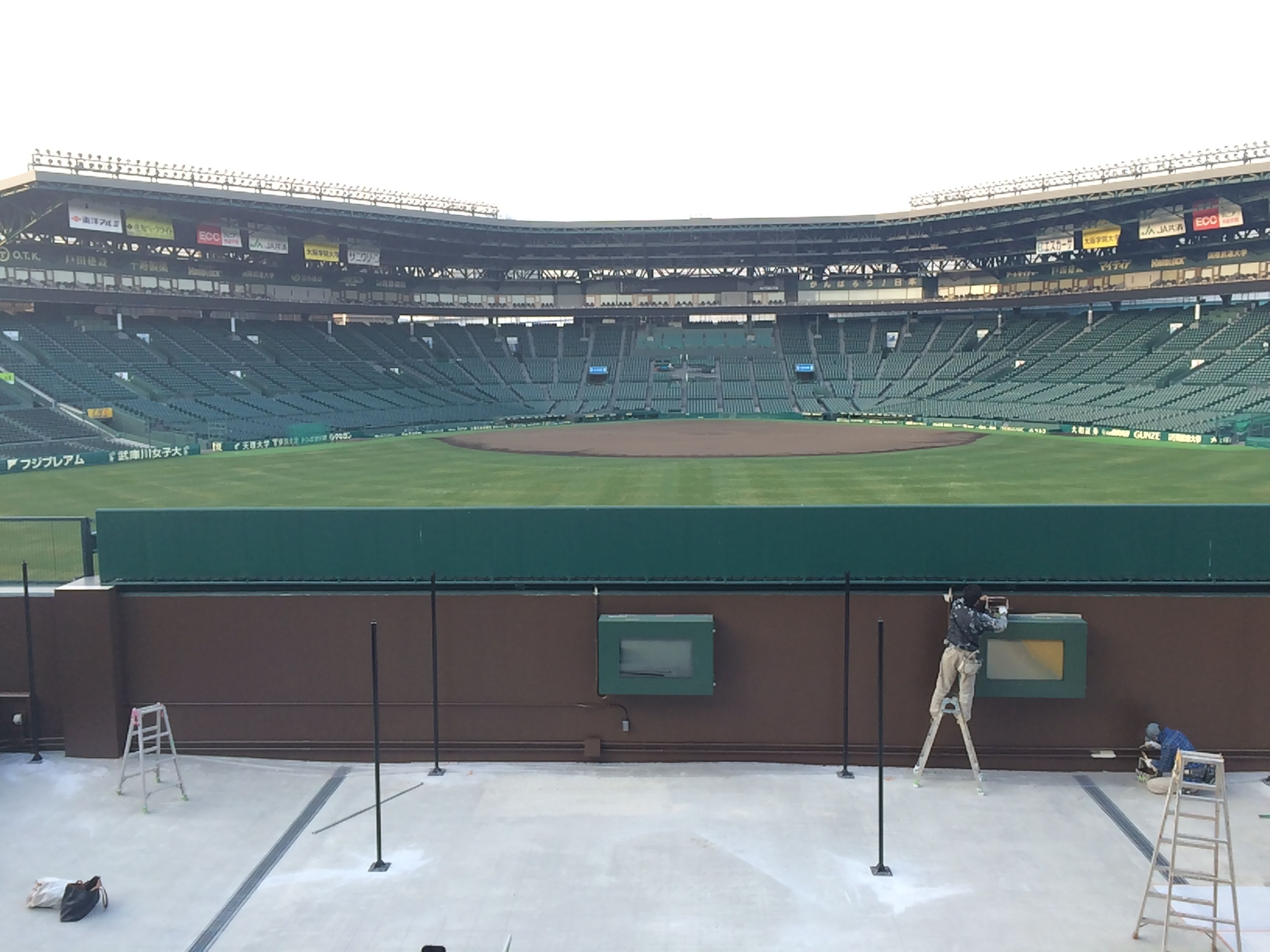
阪神甲子園球場　バックスクリーンから本塁方向(プロ野球シーズン外撮影)

#### 「PLUSエリア」（甲子園プラス2階）
- ミュージアムゲート

営業時間内は、大迫力の映像を、2台のプロジェクターから壁面に向けて映し出す。

##### 阪神タイガースゾーン
- 歓喜のビクトリー◎

阪神タイガースがセ・リーグで優勝した年（主に1985年・2003年・2005年・2023年）に特化した展示ゾーン。開館当初から「球場エリア」内の「歓喜の瞬間」コーナーで展示していた優勝ペナントや連盟表彰のトロフィーなどを移設したほか、リーグ優勝・日本シリーズ制覇を成し遂げた1985年・2023年シーズンの戦い振りと、当時活躍した選手に関する展示品や写真を壁面で紹介する。また、営業時間内には、優勝決定直後の監督の胴上げシーンの映像を大型のプロジェクターで上映する。
- 栄光のヒストリー◎

タイガースの歴史を球団の創設から8つの時代に分けたうえで、それぞれの時代を彩った選手や出来事を年表に沿って紹介。「歓喜のビクトリー」と同様に、拡張前からの展示品を写真・解説パネルと合わせて壁面に埋め込んだほか、営業時間内には資料映像を小型のモニターで上映する。
- ヒーロー列伝◎

タイガースの永久欠番選手（藤村富美男、村山実、吉田義男）をはじめ、球団の歴史に名を残した選手（江夏豊、藤田平、田淵幸一、真弓明信、ランディ・バース、掛布雅之、岡田彰布、和田豊、新庄剛志、金本知憲、桧山進次郎など）の写真パネルや、当該選手と縁のある展示品を紹介。随所に設けられた小型のモニターを通じて、現役時代の映像を繰り返し流している。
「PLUSエリア」への移設を機に、小林繁、矢野燿大、赤星憲広および、移設の決定後に現役を引退した藤川球児・鳥谷敬を加えた24選手を常設展示コーナーで紹介。展示に壁面を活用しているほか、このコーナーとは別に、歴代の監督や現役選手を紹介するコーナーも設ける。
- 名場面シアター◎

拡張前まで「球場エリア」内の阪神タイガースゾーン（後述）に設けられていた「映像コーナー」を移設。朝日放送やTigers-aiが所蔵するアーカイブ映像や、タイガースの春季キャンプ中の投球練習や紅白戦で独自に撮影した映像を、利用者による小型モニターでのメニュー選択に応じて自動的に上映する。後者の映像は「映像コーナー」の途中からメニューに追加されていて、現役の投手による投球や、現役の打者によるスイング、打球を間近で体感できるかのように構成されている。
- 体験!タッチスタジアム

拡張前まで「球場エリア」内に設置していた「ダッグアウトレスト」「VRコーナー」「ドラフト体験コーナー」を集約。児童にも楽しめるように、タイガースの選手が実際に使用していた野球用具に直接触れられる展示コーナーや、壁面を大きく使いながら甲子園球場にまつわる数字にちなんだクイズを出題するコーナーを新設した。
「ドラフト体験コーナー」は、拡張前の2014年2月22日から開設。歴史館が営業を開始した2009年以降のプロ野球ドラフト会議での指名シーンをモニター画面で再現できるようになっているため、モニターの前に設けられたタッチパネルから球団名・氏名・ポジション・出身情報を入力すると、実際のドラフト会議と同じスタイルでモニターに表示される。
「VRコーナー」では、通常は選手や関係者しか立ち入れない場所をリリーフカーやドローンなどから撮影した数パターンのVR映像を体験できる。
- タイガースロード

「ロード」（通路）両側の壁面を通じて、「背番号ヒストリー」「選手・監督たちの名言」「ユニフォームヒストリー」を紹介している。

##### 企画展コーナー
開館の当初から「企画展示コーナー」という名称で「球場エリア」の一角に設けられていたコーナーで、「企画展示コーナー」時代の場所や展示内容については後述。「球場エリア」からの移設後は、甲子園球場で開催される野球のシーズンに合わせて、高校野球（選抜高等学校野球大会・全国高等学校野球選手権大会）とタイガースにまつわる企画展示を年に4回実施する。移設後に実施・計画されている展示は以下の通り。

### 甲子園プラスへの拡張前（開館から2021年9月まで）
前述した「甲子園ボウルコーナー」「企画展示コーナー」「バックスクリーンウォーク1」「バックスクリーンウォーク2」「バックスクリーンビュー」は、拡張前（開館当初）から「球場エリア」内に設けられている。

#### 高校野球ゾーン
- 聖地への誘い

前述した「ボールウォール」に設けられていたほか、床下には「甲子園の土」が敷かれていた。
- 名勝負ギャラリー
- 映像コーナー
- コレクションギャラリー

選抜大会・選手権本大会で甲子園球場に登場した選手が実際に使用したユニフォーム（レプリカ含む）やグラブなどを展示。

#### 阪神タイガースゾーン
拡張を機に「PLUSエリア」へ移設。
- ヒーロー列伝

展示スペースの随所に小型のモニターが設けられていて、営業時間内には、展示内容に関連した資料映像を繰り返し上映していた。
- 歓喜の瞬間

タイガースをセ・リーグ優勝に導いた監督から吉田義男（1985年）、星野仙一（2003年）、岡田彰布（2005年）のユニフォームを展示するなど、タイガースの優勝に関する展示に特化していた。
- 虎の足跡

球団史を7つの時期に分割したうえで、時期ごとに史料を展示。「ヒーロー列伝」のゾーンと同じく、随所に小型モニターを設けていた。拡張後は、「ボールウォール4253」や「まんがと甲子園」へ転用。
- 映像コーナー

上映には65インチの大型モニターを使用していて、鑑賞用の座席には、球場のリニューアルまで一塁側の内野スタンドに設置されていた黄色の座席を流用していた。

#### 甲子園球場メモリアルボックス
改修前に撤去された施設から、以下の現物を展示していた。拡張後は、「球場エリア」内の「甲子園ヒストリー」ゾーンへ集約されている。
- 銀傘
- ラッキーゾーンのフェンス
- ツタの幹
- 第二次世界大戦中（アメリカ軍接収中とも）の弾痕が残る鉄扉

#### 甲子園ボウルコーナー
拡張に伴う移転を機に、「メモリアルコレクション」へ転用。

#### ダッグアウトレスト
- 休憩スペース
- ダッグアウト
- サインボール

リニューアル前に実際に使用していたプラスチック製のベンチを中心に、ダッグアウトを再現。記念撮影も可能なゾーンで、甲子園球場に来場した著名人のサインボールも展示されていた。拡張を機に、「PLUSエリア」内の「体験!タッチスタジアム」へ移転。

#### 甲子園ヒストリー
球場のライトスタンド下で、歴史館の旧入口からは最も遠い（「バックスクリーンウォーク3」の先にある）部屋を充てていたが、この部屋は拡張を機に使われなくなった。
- 甲子園ひろば

球場史に加えて、阪神電鉄による「甲子園の開発史」も紹介。甲子園球場の設計図・模型や、球場周辺を映した航空写真のパネルを展示していた。
2014年2月22日から新設された「ドラフト体感コーナー」（前述）では、同年6月8日から、会議で使用される抽選箱のレプリカも設置。モニターには、日本語に加えて、英語・中国語（簡体字・繁体字）・韓国語も表示できるようになっていた。
- 歴史年表
- 球場でかつて使用されていた一塁側ダッグアウトの備品や看板・スコアボードのライトなどを現物で展示。
- パソコンスペース

過去の高校野球決勝戦のダイジェスト映像（NHK提供）、『虎バン』・『猛虎ファイル』で放送された阪神タイガース選手のドキュメント映像、歴史館オリジナルの特集映像を無料で鑑賞できるパソコンを数台設置。歴史館で作成した「甲子園歴史検定」に挑戦できるパソコンも設けられていた。2018年のリニューアルによって、スペースの一部を「VRコーナー」に転用。

#### 企画展示コーナー
「甲子園ヒストリー」へ活用していた部屋の一角（「バックスクリーンウォーク3」に近いスペース）を充当。下記の企画によっては、来場者からアンケートやメッセージを募ったうえで、その一部を展示していた。
高校野球の企画展示については、選抜大会の優勝旗・優勝杯・準優勝旗、選手権本大会の優勝旗・優勝盾を、いずれも開会式終了後から決勝前日まで公開。公開中は、大会に出場する全校の校名板を、記念撮影用に置いていた。
2018年からは、トリックアートを活用した記念撮影スペースを、コーナーの一角に設置。以下の展示内容やタイガースの選手にちなんだ写真を、トリックアートのモチーフに用いていた。

## スタジアムショップ
甲子園歴史館の開館に合わせて、甲子園球場の16号門横に新設。甲子園歴史館の「オフィシャルサポーター」に名を連ねているシャープ産業（阪神球団の公認グッズなどの製造・販売を手掛ける企業）が、「阪神タイガース史料館」に併設されていたタイガースショップに続いて運営している。
タイガースや（期間限定の）高校野球グッズに加えて、歴史館オリジナル商品や（甲子園球場のグラウンド整備や外壁の蔦の管理などに携わる）阪神園芸プロデュースの商品も販売。2014年3月21日から、歴史館初の図録『甲子園歴史館コレクション』の発売も開始した。なお、一部の商品は阪神甲子園球場オフィシャルオンラインショップでも取り扱っている。
歴史館の拡張前までは、歴史館の旧入口および、館内からしか通行できない出口に隣接していた。2021年度の一時休館中に休業。当初の拡張計画では、別の飲食・物販店舗を誘致することを前提に、このまま閉店することが予定されていた。実際には、歴史館のリニューアルオープンに合わせて、2022年3月3日から営業を再開している。

## スタジアムツアー
いくかのコース（S1 - S9コース、R1・R2コース）があり、日時によりコースが決められている（ホームページで確認できる）。基本は事前予約制で、定員になり次第締め切りとなるが、ツアー当日に空きがある場合は、当日参加も可能である。ツアー中の写真撮影は可能だが、見学箇所間を移動中の通路での撮影は禁止されている。
グラウンド（立ち入りは内野スタンド前の人工芝部分のみ）、3塁側ベンチ、3塁側室内練習場（但しブルペンのマウンド部分は立入禁止）、3塁側ロッカールーム、高校野球期間中の監督・選手インタビューやタイガース勝利時の監督インタービューに使用する3塁側通路のインタビュースペースなどの見学が基本だが、稀にロイヤルスイート が見学できるコースが設定されることもある。また、シーズン中では公式戦前の練習をスタンドから見学することができるもの（R1コース）もある。ただし、試合前などは見学のできる場所が限られる。R1コースではゲストのタイガースOBが同行することもある。なお、グラウンドや室内練習場の土の部分には立ち入ることはできないが、グラウンドの土が入った箱が用意されており、これで甲子園の土を触らせてもらえる。
R2コースは練習見学のみのコース（雨天の場合は中止）で、2011年4月12日から新設されたコースである。
プロ野球のオフシーズン（基本として10月中旬から選抜高校野球大会を開催する3月下旬までの期間）にも、休場・貸し切り以外の日には、一部のコースでスタジアムツアーを実施している。2012年2月には、前年9月からメルセデス・ベンツ製のリリーフカーが甲子園球場に導入されたことにちなんで、スタジアムツアーの中に初めてリリーフカーの撮影会を組み込んだ。
2012年1月7・9日には、通常のコースによる見学の途中で、球場のマウンド上からの投球（ウグイス嬢による氏名のアナウンス・球速計測あり）や3塁側ブルペンでのキャッチボールを経験できる「記念投球イベント」を1日3回にわたって開催。前年11月にハガキで参加者を募集したところ、応募者の総数が定員（1日120名）の約12倍に達したため、参加者を抽選で決めていた。以降も、オフシーズンにこのイベントを開催。2018年からは、ナイトゲーム終了時のような気分を1塁側のベンチなどで特別に堪能できる「ナイトツアー」も、オフシーズンに随時実施している。
歴史館は2021年プロ野球シーズン中の9月6日から一時的に休館していたが、スタジアムツアーは内容の一部を変更したうえで、ポストシーズン中の11月28日まで開催していた。

## 甲子園歴史館運営会議
歴史館の開館を前に、阪神電気鉄道・日本高校野球連盟・毎日新聞社・朝日新聞社・阪神タイガースによって発足された機関。甲子園球場と縁の深い著名人・有識者を、顧問に迎えている。
歴史館のオープニングセレモニーでは、当時の顧問が全員出席。以降も年に数回、顧問を交えての理事会・定例報告会や、顧問による企画・トークイベントを実施している。

### 顧問

#### 現在（2012年度以降）
○：開館初年度（2010年度）から在任
- 掛布雅之[16]（元・阪神タイガース内野手→コーチ、野球解説者、第8代阪神OB会長、2025年度から）
- 後藤正治○（作家、大学教授、選抜高等学校野球大会選考委員会・21世紀枠特別選考委員）
- 佐山和夫○（作家、選抜高等学校野球大会選考委員会・21世紀枠特別選考委員）
  - 2021年1月4日に野球殿堂特別表彰部門での表彰者に選出されたことを受けて、同年8月17日（第103回全国高等学校野球選手権大会の期間中）には、甲子園球場の貴賓室で執り行われた顕彰式へ参加した[17]。歴史館では、その際に授与されたレリーフのレプリカも展示している。
- 道上洋三○（朝日放送→朝日放送テレビ常勤顧問・エグゼクティブアナウンサー、タイガースファン代表の立場で就任）
- 成瀬國晴○（イラストレーター、タイガースファン代表の立場で就任）
- 長島三奈○（長嶋茂雄の次女、就任の時点ではテレビ朝日との間でスポーツキャスターとして嘱託契約）
- 山下智茂（星稜高等学校野球部総監督→名誉監督、2012年度より）

#### 過去
- 田淵幸一（阪神タイガースで選手・コーチ・第6代OB会長を歴任、2010年度のみ）
- 尾藤公（元・和歌山県立箕島高等学校野球部監督、監督時代に高校野球で春夏連覇を達成。2010年度就任も、翌2011年死去）
- 川藤幸三（元・阪神タイガース外野手→コーチ、野球解説者、第7代阪神OB会長、2011年度から2024年度まで）
  - 2020年1月21日に開かれた運営会議では、歴史館の移転・拡張を契機に、2025年に開催予定の大阪・関西万博で歴史館からパビリオンを出展することを提案した[18]。
- 吉田義男[19]○（元・阪神タイガース内野手→監督、朝日放送→朝日放送テレビ野球解説者、2025年死去）

## その他
- 館内での写真撮影は自由だが、原則としてフラッシュの使用やビデオ撮影、撮影した画像をブログやSNSで公開することは禁止されている。但し、ごく一部だが、動画撮影やSNSなどで公開することが許可されているスペースもある。
- 館内にある休憩用の椅子は、球場のリニューアル前まで場内に設けられていた貴賓室の椅子を流用。1階のエントランスでは、貴賓室のシャンデリアを照明に使用している。また、ロイヤルシートのエントランスには、貴賓室に設置されていた暖炉を展示している。
- 館内での飲食は禁止されているが、バックスクリーンウォークの途中には、水筒やペットボトルによる飲料の摂取が可能なスペースが設けられている。
- 甲子園球場の広告看板・フェンスを提供する企業・団体からの広告料の一部も運営費に当てられている。そのため、2010年から高校野球開催期間中も外野の広告看板・フェンスのシート隠しは実施されなくなった。
  - 広告は内野は1983年まで、外野は1991年まで脱着パネルを採用し、高校野球期間中は外していたが、内野ラバーが設置された1984年以後は内野部分のみ広告を露出したままにしていた。外野については両翼拡張の1992年以後ラバーが設置されたが、引き続き高校野球期間中は大会名が記載されたシートで覆い隠していた。
  - バックネット裏については高校野球期間中は現在もシートで広告を隠す処置をしているが、前述の外野フェンス広告掲出の解禁に伴い、大会名は2010年春以降はバックネット裏の回転広告板に表示している。ベンチに関しては2016年春までは高校野球期間中は広告を隠していたが、2016年夏以降は広告は隠さずに開催されている。
- 2011年度からは、プロ野球・高校野球のオフシーズン（原則として1・2月の土曜・日曜・祝日）限定で、歴史館の主催による同窓会・OB会の開催プランを実施。スタジアムツアーにプレミアムラウンジ（球場内にある年間予約席の顧客向け食堂）でのバイキング形式による飲食サービスを組み込んだプランで、1日2団体まで事前に予約を受け付けている。
- 2012年・2018年・2024年の選抜高等学校野球大会開催期間中には、歴史館の営業時間終了後に、高校野球ゾーンで『みんなの甲子園』（MBSテレビ・GAORAで放送される同大会のダイジェスト番組）のスタジオパートを連日収録。他の年でも、開催期間中の一部の日に、高校野球ゾーンを同番組の収録に使用している。
- 2013年からは、入場者が先着順で自由に参加できるイベント「ユニフォームde撮影会」を、年に数回開催。阪神をはじめ、NPBの大半の球団が過去に主催試合で入場者に配布したレプリカユニフォームを歴史館で用意するとともに、希望のユニフォームを着用した姿を手持ちの撮影機器で撮影できるようになっている。「ドラフト体感コーナー」を開設した2014年からは、「ユニフォームdeドラフト撮影会」として、「ドラフト会議で意中の球団に指名された」という設定での撮影が可能になった。
- 「高校野球コーナー」では、PL学園高校時代に春夏を通じて甲子園球場の全国大会で活躍した清原和博使用の金属バットや、清原が同校で着用したユニフォームのレプリカを開館以来展示。映像コーナーでは、全国大会に出場した際のハイライト映像を放映してきた。清原が2016年2月2日に覚せい剤所持の容疑で警視庁に逮捕されたことや、歴史館自体が同年1月下旬にメンテナンスで休館していたことから、同年2月4日の再オープン直後には「教育上の配慮」を理由に清原関連の展示を取り止めていたが、後に再開している。
- 2020年2月14日から2週間限定で公開された阪神タイガース創立85周年記念ドキュメンタリー映画『阪神タイガース THE MOVIE～猛虎神話集～』（製作：『TIGERS THE MOVIE』製作委員会、配給：KADOKAWA）の制作に際しては、歴史館の紹介を兼ねて、阪神関連の展示ゾーンで一部シーンのロケを実施。同作品のナビゲーターでもある掛布が、当該シーンに出演している。
- 新型コロナウイルス感染拡大の影響で休業中の2020年4月27日からは、「おうちで『投球体感映像』を楽しもう!」と称して、過去に阪神タイガースの映像コーナーで上映されていたメッセンジャー、福原忍、マルコス・マテオ、髙橋聡文の投球映像を公式サイトから期間限定動画として無料で配信している。同年5月18日からは、甲子園ヒストリーゾーンの「VR体験コーナー」から、2017年に甲子園球場のグラウンドや上空をドローンで撮影した映像（「甲子園　空中散歩」）の無料配信も開始。
  - 台湾プロ野球（CPBL）に加盟する富邦ガーディアンズでは、2020年にCPBLがNPBより先（4月）にレギュラーシーズンを開幕したことを機に、日本での新型コロナウイルス感染の早期収束を願うメッセージを込めて、当館の広告を本拠地・新荘体育場野球場の本塁後方へ掲出している。甲子園球場と台湾の縁が深いことを背景に、かねてから阪神球団との間で交流を重ねている富邦球団が、当館を運営する阪神電気鉄道に対して無償での掲出を申し出たという[20]。この御礼として、歴史館が同年6月16日からの営業再開を前にCPBLへ展示用ユニフォームの提供を依頼したことから、台湾政府・CPBLからの協力による『台湾プロ野球 特別展示』の開催に至った[21]。
- 当館のスタッフに、代走みつくに（松竹芸能所属のピン芸人）がいる。甲子園球場の試合開催日にビール販売員（売り子）のアルバイトを延べ15年間経験していたみつくには、勤務先の方針で売り子が女性で統一されたことを機に、関係者の紹介で2011年にアルバイトスタッフとして当館へ採用。採用後は、芸能活動と並行しながら、スタジアムツアーのガイド、受付、館内の清掃などの業務を担っている。その一方で、当館と松竹芸能の間でコラボレーション企画を実施した2017年1月28日には、同社の野球好き芸人・タレントを代表して、かみじょうたけし・上田まりえと共に「1日広報部員」を務めた[22]。
- 前述のとおり、運営は甲子園球場を保有する鉄道事業者である阪神電気鉄道だが、当館は鉄道とは一切無関係の博物館である。このため、当館は日本では数少ない鉄道会社が運営する鉄道博物館ではない博物館である。